# Manuel António (calciatore)
Manuel António Leitão da Silva (Santo Tirso, 29 gennaio 1946) è un ex calciatore portoghese, di ruolo attaccante.

## Carriera
Fu capocannoniere del campionato portoghese nel 1969.

## Palmarès

### Club

#### Competizioni nazionali
- Coppa del Portogallo: 1

Porto: 1967-1968
- Segunda Divisão: 1

Académica: 1972-1973 (Zona Norte)